# Otto Ambros (Schauspieler)
Otto Ambros (* 15. Mai 1910 in Klosterneuburg; † 21. Februar 1979 in Wien) war ein österreichischer Schauspieler und Filmregisseur. Sein Sohn war der Orientalist und Universitätsprofessor Arne A. Ambros.

## Leben
Ambros besuchte bis 1928 das Schottengymnasium in Wien. Seine ersten Erfahrungen als Schauspieler sammelte er Mitte der 1930er Jahre. Sein Debüt als Schauspieler hatte er mit einer kleinen Rolle in dem Film Kleine Mutti aus dem Jahre 1935. Seine nächste Rolle folgte zwei Jahre später in dem Film Liebling der Matrosen, in dem er ebenfalls in einer Nebenrolle zu sehen war.
Erst 19 Jahre später trat er erneut als Schauspieler in Erscheinung. Im Jahr 1961 gab Ambros sein Debüt als Regisseur mit dem Film Autofahrer unterwegs. Im selben Jahr inszenierte er Vor Jungfrauen wird gewarnt, an dem er auch erstmals als Drehbuchautor beteiligt war. Sein dritter und letzter Film als Regisseur folgte 1967 mit Wiener Schnitzel, ein aus Material von Vor Jungfrauen wird gewarnt zusammengestellter Film. Als Schauspieler war Ambros vor allem in Nebenrollen zu sehen, in den späten 1960er sowie den 1970er Jahren war er vornehmlich im Fernsehen zu sehen. 1976 wirkte er an seinem letzten Film mit. Er wurde am Hietzinger Friedhof bestattet.
Ambros war seit 1971 Mitglied der Loge Humanitas.

## Filmografie
- 1935: Kleine Mutti
- 1937: Liebling der Matrosen
- 1953: Drei, von denen man spricht (Glück muß man haben)
- 1956: K. u. K. Feldmarschall
- 1957: Die Lindenwirtin vom Donaustrand
- 1960: Die Glocke ruft (Glocken läuten überall)
- 1961: Vor Jungfrauen wird gewarnt (Regie)
- 1961: Auf den Straßen einer Stadt (Regie)
- 1964: Die königliche Straße (+ Regie, TV)
- 1964: Ein Mensch wie du und ich (+ Regie, TV)
- 1966: Donaug’schichten (Fernsehserie, 1 Folge)
- 1966: Pater Brown (Fernsehserie, 1 Folge)
- 1966: Luftkreuz Südost (Fernsehserie, 1 Folge)
- 1966: Bel Ami 2000 oder Wie verführt man einen Playboy
- 1967: Wiener Schnitzel (Regie, aus altem Material zusammengestellt)
- 1967: Der rasende Reporter - Egon Erwin Kisch (TV)
- 1967: Mittsommernacht
- 1967: Special Servicer (TV)
- 1968: Paradies der flotten Sünder
- 1968: Tom Sawyers Abenteuer
- 1968: Komm nur, mein liebstes Vögelein
- 1968: Tom Sawyers und Huckleberry Finns Abenteuer (Fernsehserie)
- 1969: Die ungarische Hochzeit (TV)
- 1969: Der alte Richter (Fernsehserie, 1 Folge)
- 1969: Kampl (TV)
- 1969: Der Gerechte (TV)
- 1969: Die Lederstrumpferzählungen (Fernsehserie, 1 Folge)
- 1970: Komm nach Wien, ich zeig dir was!
- 1970: Der Tag der Tauben (TV)
- 1970: Der Kurier der Kaiserin (Fernsehserie)
- 1971: Omer Pacha (Fernsehserie)
- 1971: Arsène Lupin (Fernsehserie, 1 Folge)
- 1971: Procryl für Rosenbach (TV)
- 1971: Einer spinnt immer
- 1971: Der fidele Bauer (TV)
- 1971: Theodor Kardinal Innitzer (TV)
- 1972: Defraudanten (TV)
- 1972: Die Abenteuer des braven Soldaten Schwejk (Fernsehserie)
- 1973: Van der Valk und die Reichen (TV)
- 1973: Alles was Flügel hat fliegt (TV)
- 1973–1974: Hallo - Hotel Sacher... Portier! (Fernsehserie)
- 1974: Unterm Röckchen stößt das Böckchen
- 1974: Einen Jux will er sich machen (TV)
- 1976: Bomber & Paganini
- 1976: Sturm im Wasserglas (TV)
- 1977: Peter Voss, der Millionendieb (Fernsehserie)
- 1978: Hiob (Fernsehserie)